# Borgsjö landskommun
Borgsjö landskommun var en tidigare kommun i Västernorrlands län.

## Administrativ historik
Kommunen inrättades den 1 januari 1863 i Borgsjö socken i Medelpad  när 1862 års kommunalförordningar trädde i kraft. 
2 december 1904 inrättades ett municipalsamhälle med namnet Alby municipalsamhälle inom kommunen. 1 januari 1946 (enligt beslut den 16 mars 1945) bröts Ånge by och stationssamhälle ut ur Borgsjö landskommun och bildade Ånge köping.
Den 1 januari 1955 överfördes ett område med 69 invånare och omfattande en areal av 0,21 km², varav 0,18 km² land, från Borgsjö landskommun och Borgsjö kyrkobokföringsdistrikt till Torps landskommun och församling.
Kommunen påverkades inte av kommunreformen 1952 och förblev oförändrad fram till år 1971 då den kom att bli en del av den nya Ånge kommun.
Alby municipalsamhälle upplöstes 31 december 1956. 
Kommunkod 1952-1970 var 2202.

### Kyrklig tillhörighet

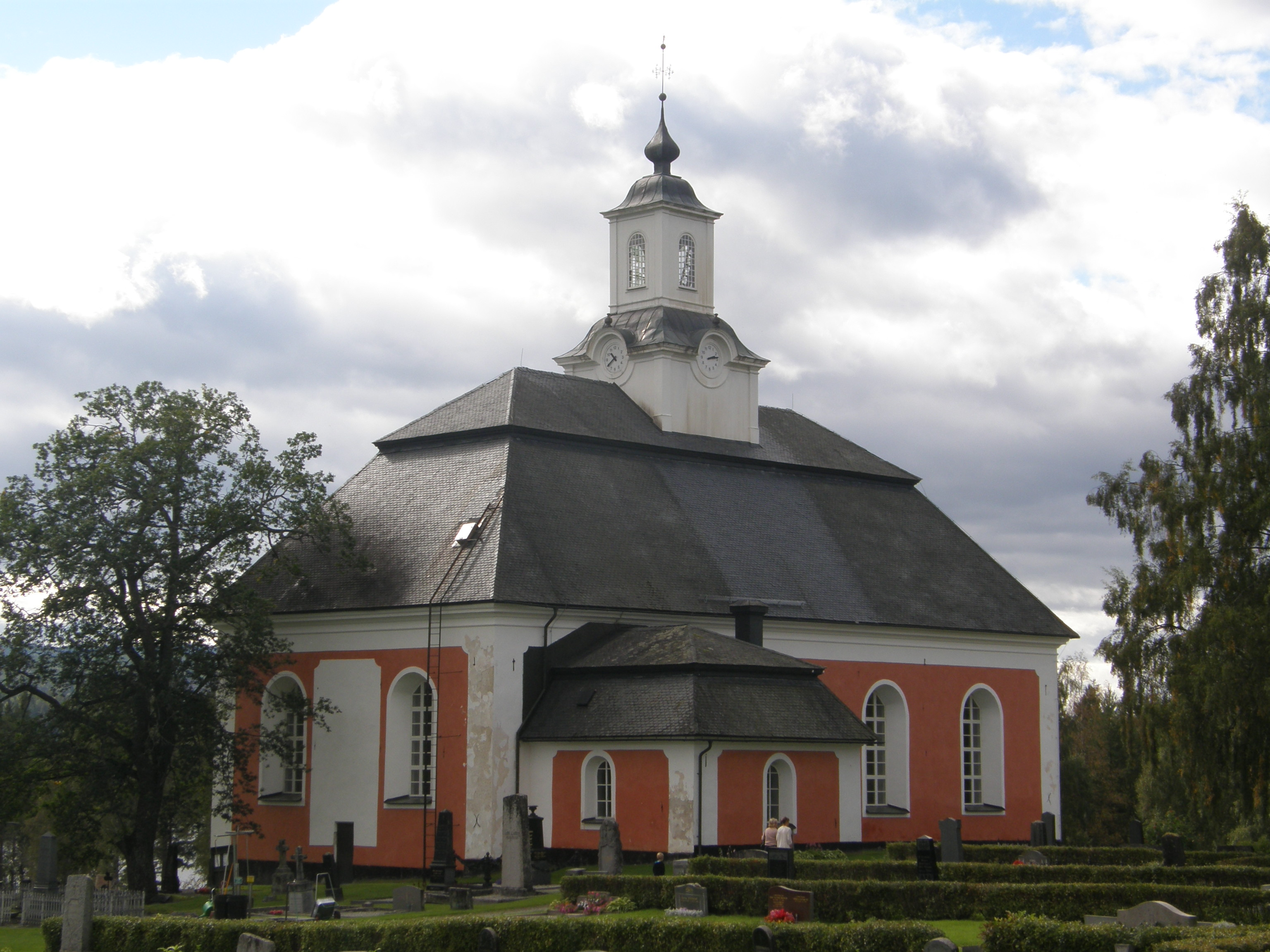
Borgsjö kyrka.

I kyrkligt hänseende tillhörde landskommunen Borgsjö församling.

## Kommunvapen
Blasonering: Fält kluvet av blått, vari en hand av silver med fingrar uppsträckta till edgång, och av silver, vari en krenelerad blå tornborg, samt under fältet en av en vågskura bildad, likaledes kluven stam av motsatta tinkturer.
Fastställt av Kungl Maj:t 1961-11-24, upphört vid kommunens ombildning 1971-01-01. Hand - från bilden i Borgsjö socken sigill från 1611. Borg - ortnamnets förled; gränsanläggningen Borgsjö skans vid Borgåsen. Vågskura - ortnamnets efterled; älven Ljungan.

## Geografi
Borgsjö landskommun omfattade den 1 januari 1952 en areal av 993,51 km², varav 956,41 km² land.

### Tätorter i kommunen 1960
| Tätort     | Folkmängd |
| ---------- | --------- |
| Alby       | 1 090     |
| Erikslund  | 250       |
| Borgsjöbyn | 210       |

Tätortsgraden i kommunen var den 1 november 1960 38,2 procent.

## Politik

### Mandatfördelning i valen 1938-1966
|  | 21 | 3 | 2 | 3 |

| 29 |

| 3 | 18 | 4 | 2 | 3 |

| 25 | 5 |

| 4 | 12 | 6 | 2 |  |

| 22 |

| 2 | 14 | 5 | 3 |  |

| 22 |

| 2 | 14 | 4 | 3 | 2 |

| 21 | 4 |

| 2 | 15 | 4 | 2 | 2 |

| 23 |

| 2 | 14 | 5 | 2 | 2 |

| 21 | 4 |

| 3 | 13 | 6 | 2 |  |

| 22 |